# Bahnstrecke Cottbus–Frankfurt (Oder)
| |                                                      |                                        |                                        |
| Streckennummer (DB): | 6253 6159 (Frankfurt Strw – Frankfurt (O))           |                                        |                                        |
| Kursbuchstrecke (DB): | 209.36 (Frankfurt–Grunow) 211 (Willmersdorf–Cottbus) |                                        |                                        |
| Kursbuchstrecke: | 116e (1934) 177f (1946)                              |                                        |                                        |
| Streckenlänge: | 73,2 km                                              |                                        |                                        |
| Spurweite: | 1435 mm (Normalspur)                                 |                                        |                                        |
| Streckenklasse: | D4                                                   |                                        |                                        |
| Stromsystem: | Willmersdorf–Cottbus: 15 kV 16,7 Hz ~                |                                        |                                        |
| Zugbeeinflussung: | PZB                                                  |                                        |                                        |
| |                                                      |                                        |                                        |
| \| \| \| von Großenhain Cottb Bf (km 0) \| \| \| \| \| von Berlin und von Halle (Saale) Hbf \| \| \| \| 79,730 \| Cottbus Hbf \| Cottbus Hbf \| \| \| \| nach Żary und nach Görlitz \| \| \| \| \| Spree \| \| \| \| \| Cottbus-Sandow \| \| \| \| \| nach Guben (bis 2002) \| \| \| \| \| Cottbus-Merzdorf \| \| \| \| \| nach Peitz Ost (seit 2002) \| \| \| \| 88,300 \| Willmersdorf (Kr Cottbus) \| Willmersdorf (Kr Cottbus) \| \| \| 94,400 \| Peitz \| Peitz \| \| \| \| von Jänschwalde \| \| \| \| 97,400 \| Abzw Preilack \| Abzw Preilack \| \| \| 102,600 \| Tauer \| Tauer \| \| \| 109,800 \| Jamlitz (früher Lieberose) \| Jamlitz (früher Lieberose) \| \| \| \| Schmalspurbahn nach Byhlen \| \| \| \| 114,800 \| Ullersdorf (Schwansee) \| Ullersdorf (Schwansee) \| \| \| 120,900 \| Weichensdorf \| Weichensdorf \| \| \| 123,900 \| Groß Briesen \| Groß Briesen \| \| \| \| Verbindungskurve nach Schneeberg \| \| \| \| \| von Königs Wusterhausen \| \| \| \| 129,318 \| Grunow (Niederlausitz) \| Grunow (Niederlausitz) \| \| \| 133,110 \| Mixdorf \| Mixdorf \| \| \| \| Schlaube \| \| \| \| 138,964 \| Müllrose \| Müllrose \| \| \| \| Oder-Spree-Kanal \| \| \| \| 144,216 \| Helenesee \| Helenesee \| \| \| 144,500 \| Anst Markendorf \| Anst Markendorf \| \| \| 148,484 \| Frankfurt (Oder) Fauler See \| Frankfurt (Oder) Fauler See \| \| \| \| nach Frankfurt (Oder) Güldendorf \| \| \| \| 151,025 \| Frankfurt (Oder)-Neuberesinchen \| Frankfurt (Oder)-Neuberesinchen \| \| \| 151,163 \| Abzw Frankfurt (Oder) Afs \| Abzw Frankfurt (Oder) Afs \| \| \| \| von Eisenhüttenstadt und von Poznań \| \| \| \| 152,167 \| Frankfurt (Oder) Pbf \| Frankfurt (Oder) Pbf \| \| \| \| nach Berlin \| \| \| \| \| nach Eberswalde und nach Küstrin-Kietz \| \| |                                                      |                                        |                                        |
| Strecke |                                                      | von Großenhain Cottb Bf (km 0)         | von Großenhain Cottb Bf (km 0)         |
| Abzweig geradeaus und von links |                                                      | von Berlin und von Halle (Saale) Hbf   | von Berlin und von Halle (Saale) Hbf   |
| Bahnhof | 79,730                                               | Cottbus Hbf                            | Cottbus Hbf                            |
| Abzweig geradeaus und nach rechts |                                                      | nach Żary und nach Görlitz             | nach Żary und nach Görlitz             |
| Brücke über Wasserlauf |                                                      | Spree                                  | Spree                                  |
| Haltepunkt / Haltestelle |                                                      | Cottbus-Sandow                         | Cottbus-Sandow                         |
| Abzweig geradeaus und ehemals nach rechts |                                                      | nach Guben (bis 2002)                  | nach Guben (bis 2002)                  |
| Haltepunkt / Haltestelle |                                                      | Cottbus-Merzdorf                       | Cottbus-Merzdorf                       |
| Abzweig ehemals geradeaus und nach rechts |                                                      | nach Peitz Ost (seit 2002)             | nach Peitz Ost (seit 2002)             |
| Bahnhof (Strecke außer Betrieb) | 88,300                                               | Willmersdorf (Kr Cottbus)              | Willmersdorf (Kr Cottbus)              |
| Bahnhof (Strecke außer Betrieb) | 94,400                                               | Peitz                                  | Peitz                                  |
| Abzweig geradeaus und von rechts (Strecke außer Betrieb) |                                                      | von Jänschwalde                        | von Jänschwalde                        |
| Blockstelle (Strecke außer Betrieb) | 97,400                                               | Abzw Preilack                          | Abzw Preilack                          |
| Dienststation / Betriebs- oder Güterbahnhof (Strecke außer Betrieb) | 102,600                                              | Tauer                                  | Tauer                                  |
| Bahnhof (Strecke außer Betrieb) | 109,800                                              | Jamlitz (früher Lieberose)             | Jamlitz (früher Lieberose)             |
| Abzweig geradeaus und nach links (Strecke außer Betrieb) |                                                      | Schmalspurbahn nach Byhlen             | Schmalspurbahn nach Byhlen             |
| Haltepunkt / Haltestelle (Strecke außer Betrieb) | 114,800                                              | Ullersdorf (Schwansee)                 | Ullersdorf (Schwansee)                 |
| Bahnhof (Strecke außer Betrieb) | 120,900                                              | Weichensdorf                           | Weichensdorf                           |
| Haltepunkt / Haltestelle (Strecke außer Betrieb) | 123,900                                              | Groß Briesen                           | Groß Briesen                           |
| Abzweig geradeaus und nach links (Strecke außer Betrieb) |                                                      | Verbindungskurve nach Schneeberg       | Verbindungskurve nach Schneeberg       |
| Abzweig ehemals geradeaus und von links |                                                      | von Königs Wusterhausen                | von Königs Wusterhausen                |
| Bahnhof | 129,318                                              | Grunow (Niederlausitz)                 | Grunow (Niederlausitz)                 |
| Haltepunkt / Haltestelle | 133,110                                              | Mixdorf                                | Mixdorf                                |
| Brücke über Wasserlauf |                                                      | Schlaube                               | Schlaube                               |
| Bahnhof | 138,964                                              | Müllrose                               | Müllrose                               |
| Brücke über Wasserlauf |                                                      | Oder-Spree-Kanal                       | Oder-Spree-Kanal                       |
| Haltepunkt / Haltestelle | 144,216                                              | Helenesee                              | Helenesee                              |
| ehemalige Blockstelle | 144,500                                              | Anst Markendorf                        | Anst Markendorf                        |
| Dienststation / Betriebs- oder Güterbahnhof | 148,484                                              | Frankfurt (Oder) Fauler See            | Frankfurt (Oder) Fauler See            |
| Abzweig geradeaus und ehemals nach rechts |                                                      | nach Frankfurt (Oder) Güldendorf       | nach Frankfurt (Oder) Güldendorf       |
| Haltepunkt / Haltestelle | 151,025                                              | Frankfurt (Oder)-Neuberesinchen        | Frankfurt (Oder)-Neuberesinchen        |
| ehemalige Blockstelle | 151,163                                              | Abzw Frankfurt (Oder) Afs              | Abzw Frankfurt (Oder) Afs              |
| Abzweig geradeaus und von rechts |                                                      | von Eisenhüttenstadt und von Poznań    | von Eisenhüttenstadt und von Poznań    |
| Bahnhof | 152,167                                              | Frankfurt (Oder) Pbf                   | Frankfurt (Oder) Pbf                   |
| Abzweig geradeaus und nach links |                                                      | nach Berlin                            | nach Berlin                            |
| Strecke |                                                      | nach Eberswalde und nach Küstrin-Kietz | nach Eberswalde und nach Küstrin-Kietz |

Die Bahnstrecke Cottbus–Frankfurt (Oder) war eine eingleisige Hauptbahn in Brandenburg, welche ursprünglich von der Cottbus-Großenhainer Eisenbahn-Gesellschaft erbaut und betrieben wurde und die beiden Städte direkt miteinander verband. Sie verläuft von Cottbus über Peitz nach Frankfurt (Oder). In Betrieb sind nur noch das Teilstück zwischen Grunow und Frankfurt und ein kurzer Abschnitt bei Cottbus. Für die heutige Verbindung zwischen Cottbus und Frankfurt wird die Strecke über Guben und von dort über die der ehemaligen Niederschlesisch-Märkischen Eisenbahn genutzt.

## Geschichte

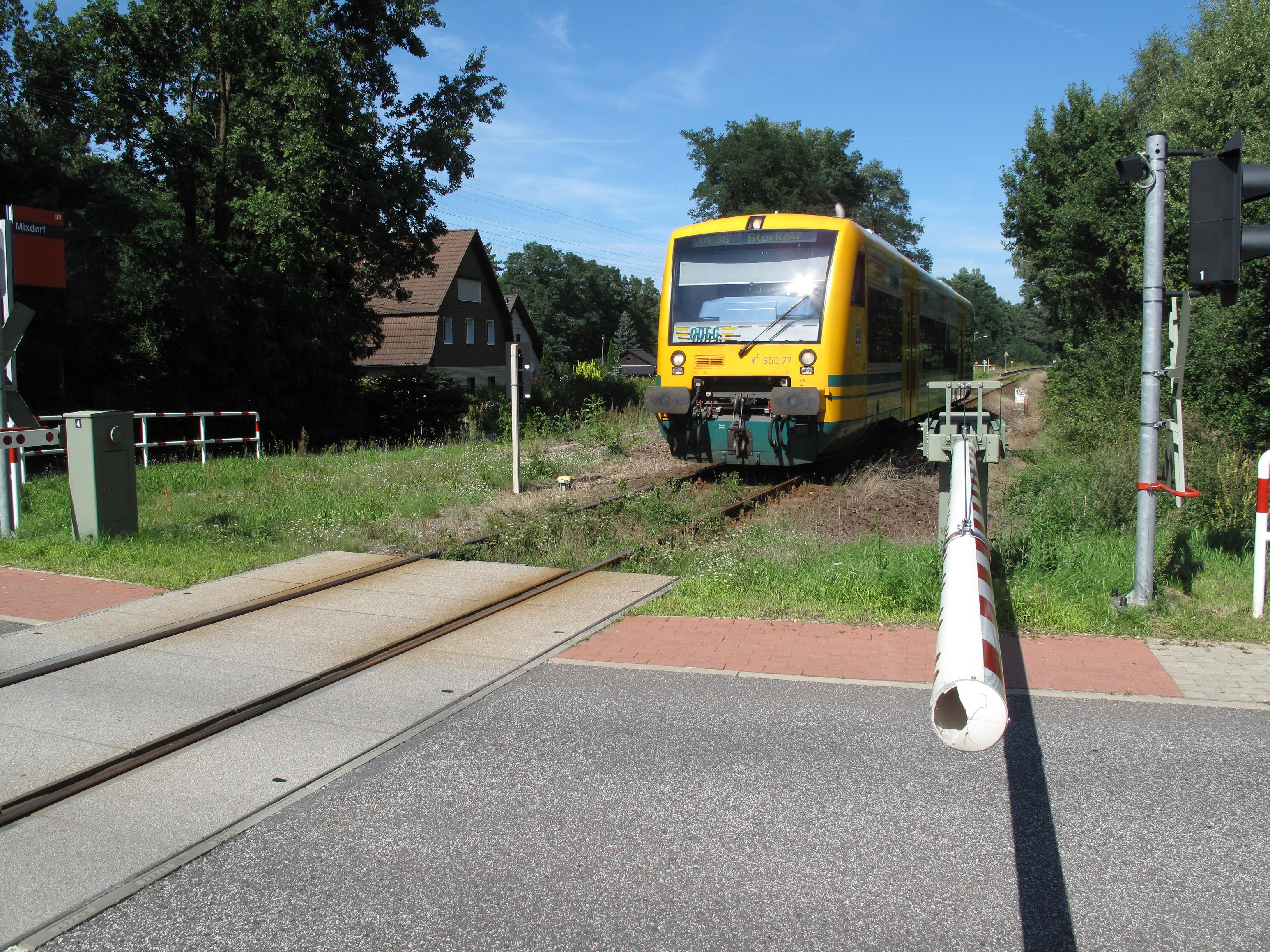
Regio-Shuttle der ODEG bei der Einfahrt in den Bahnhof Mixdorf

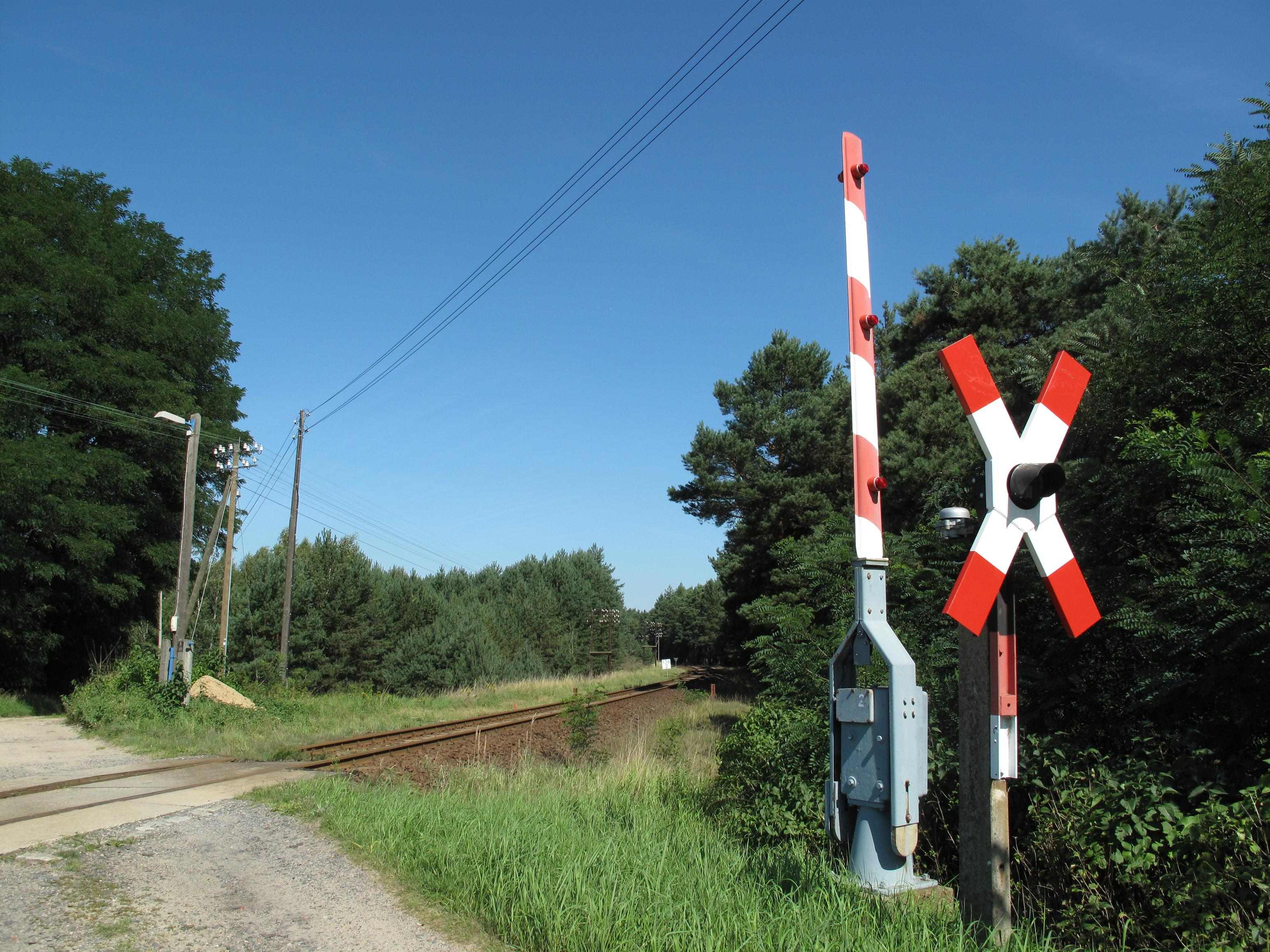
Bahnübergang am Rundweg Großer Müllroser See

Bereits um 1840 sahen Planungen einen Anschluss des Gebiets um die Stadt Müllrose an die Eisenbahn vor. 1843 stellte August Crelle einen Entwurf für eine Bahnstrecke von Berlin nach Breslau vor, der in Briesen von der
Niederschlesisch-Märkischen Eisenbahn abzweigen sollte. Diese Verbindung wurde jedoch über Frankfurt (Oder) gebaut. Spätere Planungen untersuchten eine Strecke zwischen Frankfurt und Leipzig. Nachdem 1870 die Cottbus-Großenhainer Eisenbahn-Gesellschaft eine Strecke zwischen diesen beiden Orten in Betrieb genommen hatte, plante sie eine Verlängerung nach Frankfurt. Ursprüngliche Planungen sahen einen Verlauf über Friedland und Beeskow vor. Schließlich entschied man sich über eine Trassenführung etwas weiter östlich.
Die Strecke wurde am 31. Dezember 1876 dem Verkehr übergeben. Zwischenstationen entstanden in Peitz, Jamlitz (zunächst nach der benachbarten Stadt Lieberose benannt), Weichensdorf, Grunow und Müllrose. Die Bahn fungierte zunächst als Fernverkehrsverbindung zwischen der sächsischen Hauptstadt Dresden, Cottbus und Frankfurt (Oder) sowie mit den darüber hinaus befindlichen Städten östlich der Oder.
Da die Halle-Sorau-Gubener Eisenbahn 1871 und ’72 bereits die Verbindung von Leipzig und Halle nach Cottbus und weiter nach Guben und Sorau gebaut hatte, war auch der Anschluss an die Bahnverbindung von Berlin nach Breslau und auch Frankfurt (Oder) gegeben. Der Schnell- und Eilzugverkehr zwischen Cottbus und Frankfurt wurde daher nach 1945 kaum noch über diese Strecke geführt, sondern nahm wie heute den etwas längeren und besser ausgebauten Weg über Guben und Eisenhüttenstadt, um diese beiden wichtigen Orte mit anzubinden. Auf der Strecke über Grunow verblieben einige Nahverkehrsverbindungen.
Die Strecke verblieb damit in ihrem eingleisigen und nicht elektrifizierten Zustand. Wegen mangelnder Auslastung der Verbindung stellte die Deutsche Bahn den Verkehr zwischen Grunow und Peitz zum 1. Juni 1996 ein. Einige Jahre pendelten noch Triebwagen im Stundentakt zwischen Cottbus und Peitz, bis auch dieser Verkehr zum 30. Mai 2000 eingestellt wurde. Der Güterverkehr endete am 1. Juli 1996 zwischen Grunow und Jamlitz und am 5. November 2000 zwischen Peitz und Jamlitz. Im August 2002 wurde der Abschnitt zwischen Cottbus und Willmersdorf reaktiviert, da in diesem Bereich die Bahnstrecke Cottbus–Guben dem Tagebau Cottbus-Nord weichen musste. Bis Willmersdorf verläuft die verlegte Strecke neben der alten Trasse in Richtung Peitz. Damit verbunden war auch der Neubau mehrerer Haltepunkte.
Mit Verfügung vom 12. August 2014 veröffentlichte das Eisenbahn-Bundesamt den Hinweis auf den Antrag der DB Netz AG auf Freistellung der Strecke von Bahnbetriebszwecken (Entwidmung) von km 93,935 bis km 119,150. Hiervon betroffen sind 138 Flurstücke in Peitz, Turnow-Preilack, Jamlitz, Lieberose und Friedland.
Im Jahr 2023 wurde auf einem ca. 23 km langen Teilstück der ehemaligen Bahntrasse ein asphaltierter Radweg eröffnet. Er ist der zurzeit wesentliche Teil des Heideradwegs. Er beginnt nördlich von Peitz in Preilack und endet 1 km vor der Ortschaft Weichensdorf. Im Ort Jamlitz wird der Heideradweg jedoch nicht über die ehemalige Bahnbrücke, sondern durch den Ort geführt.

## Betrieb
Im Abschnitt zwischen Grunow und Frankfurt (Oder) verkehren stündlich Züge der Niederbarnimer Eisenbahn (NEB) auf der Strecke Königs Wusterhausen–Beeskow–Frankfurt (Oder) als RB 36.